# Puerto seco de Coslada
El puerto seco de Madrid, también conocido como puerto seco de Coslada, es una plataforma logística para la distribución de mercancías ubicada en el municipio de Coslada, en las proximidades de Madrid.

## Descripción
El proyecto de la plataforma data de 1995. El inicio de operaciones, conectándose con los puertos de Algeciras, Valencia, Bilbao y Barcelona, tuvo lugar en 2001. Valencia se consolidó como el principal acaparador de sinergias con Coslada. Tras la compra de una mayoría de las acciones de Noatum por parte de la empresa china COSCO Shipping Ports, la gestión de la terminal, a cargo de Conte Rail, pasó a estar controlada por Cosco.